# Воронов, Юрий Николаевич (археолог)
Ю́рий Никола́евич Во́ронов (абх. Иури Никәала-иԥа Воронов) (8 мая 1941, Цебельда — 11 сентября 1995, Сухум) — советский и абхазский археолог и кавказовед, исследователь доисторических, античных и средневековых древностей Абхазии и Сочи, в том числе Келасурской стены. Депутат Верховного Совета Абхазии (1990—1995), вице-премьер Правительства Абхазии (1994—1995).

## Биография
Родился в селе Цебельда в Абхазии в усадьбе своего деда Ю. Н. Воронова «Ясочка». Его жизнь как археолога началась рано, в 4 года, когда он вместе с матерью участвовал в раскопках могильников апсилов на территории усадьбы Вороновых. В 13 лет Юрий передал свою первую археологическую коллекцию в Абхазский государственный музей и принял участие в раскопках замка Баграта в Сухуме. Исследовал крепость в Хосте (остатки которой доныне находятся на территории тисо-самшитовой рощи) и составил план фортификационного сооружения.
Окончил Ленинградский университет (1965). Кандидат исторических наук (1971); доктор исторических наук (1985); профессор Абхазского университета; член-корр. Международной Славянской Академии. Директор Цебельдинского историко-культурного заповедника; почётный гражданин села Цебельда; депутат Верховного Совета Республики Абхазия (1990—1995). После грузино-абхазской войны 1992—1993 гг. и до своей смерти — председатель Конгресса русских общин соотечественников России в Абхазии; его преемником на этом посту стал Геннадий Никитченко.
Воронов считается первооткрывателем (1959 год) Цебельдинской археологической культуры — будучи ещё школьником, и в последующем в её изучение он внёс огромный вклад — как учёный.
Воронов был основателем краеведческого музея в Гагре. Занимался политикой, был одним из ведущих идеологов независимости Абхазии.

## Убийство и расследование
Юрий Воронов был убит 11 сентября 1995 года в своей квартире в Сухуме.
В ходе расследования оперативно-следственной группой под руководством генпрокурора Абхазии Анри Джергении были установлены исполнители убийства, — абхаз Альберт Тарба (непосредственно застреливший профессора), чеченцы Саид Ицлаев и Сулим Татаев. Пособниками бандитов оказались абхазцы, уроженцы села Члоу Очамчырского района Абхазии братья Рафаэль и Роберт Цвижба. В ходе преследования пособникам киллеров удалось скрыться на территории Грузии, затем они переехали во Францию. Заказчики и мотивы преступления не установлены.
Похоронен у стен Абхазского государственного музея в Сухуме. Его именем названа сухумская улица (бывшая улица Орджоникидзе).

## Семья
Первый брак — Алла Ивановна Воронова. Старший сын — Илья Воронов.
Второй брак — Светлана Владимировна Воронова, двое детей — дочь и сын. Дочь Тамара Воронова — пианистка, выпускница ГИТИСа, популярная исполнительница джаза, живёт в Польше.
Двоюродный брат — нейрохирург, к.и.н, д.м.н., профессор Виктор Воронов.

## Монографии
- Древности Сочи и его окрестностей. — Краснодар, 1979.
- Древняя Апсилия. — Сухум, 1998.
- Белая книга Абхазии. — Сухум, 1993. (Совм. с П. Флоренским и Т. Шутовой).
- Очерки истории Абхазии (до XIX века). — Сухум.
- В мире архитектурных памятников Абхазии. — М., 1978.
- Диоскуриада — Себастополис — Цхум. — М.: Наука, 1980.
- Главная крепость Апсилии. — Сухуми, 1986. (Совм. с О. Х. Бгажба).
- Археологическая карта Абхазии. — Сухуми, 1969.
- Тайна Цебельдинской долины. — М., 1975.
- Древности Военно-Сухумской дороги. — Сухуми, 1977.
- Материалы по археологии Цебельды. — Тбилиси, 1985. (Совм. с О. Х. Бгажба).
- Древности Азантской долины. — Тбилиси, 1982.
- Памятники села Герзеул. — Сухуми, 1980. (Совм. с О. Х. Бгажба).
- Лев Николаевич Соловьёв. — СПб., 1994.
- Боль моя, Абхазия. — Гагра, 1995.
- Могилы апсилов. — М., 2003.